# Colostomia
Colostomia consiste na exteriorização do intestino grosso, mais comumente do cólon transverso ou sigmóide, através da parede abdominal, para eliminação de gases ou fezes.

## Indicações
- Desvio do trânsito fecal em intervenções cirúrgicas para tratamento de ferimentos anorretocólicos;
- Desvio do trânsito fecal quando há obstruções do cólon terminal ocasionados por imperfuração anal, neoplasias ou processos inflamatórios (doença de Crohn, retocolite ulcerativa, etc.);
- Desvio do trânsito fecal quando há casos de pacientes introduzindo corpos estranhos em seu orifício retal.
- Como paliativo nos casos de neoplasia inoperável do cólon distal com obstrução do mesmo;
- Amputação abdominoperineal do reto;
- Fístulas reto-vaginais;
- Perfurações não traumáticas de segmentos cólicos, como na diverticulite;
- Lesões perineais extensas como na síndrome de Fournier.

O segmento do cólon a ser exteriorizado depende do local comprometido do intestino, do tipo de afecção, da cirurgia, das condições clínicas do doente e da preferência do cirurgião.
Diferentes partes do intestino podem se prestar a este tipo de cirurgia, desde o íleo. Contudo, quanto mais superior, pior é a digestão e a absorção de água e nutrientes. Os segmentos mais frequentemente utilizados, em virtude da mobilidade de seu mesentério, são a porção proximal do cólon transverso, o mais perto possível do ângulo hepático (mas não neste, para se evitara protrusão de um saco de cólon remanescente) e a porção livre do sigmóide. As colostomias podem ainda ser feitas no ceco, na posição do apêndice ou em outros locais.
A boca da colostomia pode ser terminal (na amputação do reto, por exemplo) ou lateral (na parede do cólon transverso). A colostomia pode ainda ser provisória ou definitiva. Pode ser feita a eversão da borda do coto cólico exteriorizado (maturação precoce) ou não (maturação tardia).
Quando a colostomia for realizada eletivamente, o cólon deve estar preparado segundo os conceitos vigentes, de acordo com as condições do doente e com a afecção presente.

## Complicações
Embora as colostomias sejam procedimentos cirúrgicos relativamente simples, apresentam várias complicações, desde simples irritações cutâneas até problemas potencialmente letais:
- irritação cutânea - evitada pelo uso de bolsas e pomadas protetoras, que evitam o contato entre o contato fecal e a pele;

estenose por abertura insuficiente da parede abdominal;
- angulação do cólon exteriorizado por passagem sinuosa pelos diferentes planos da parede abdominal;
- estenose temporária decorrente do edema da boca cólica;
- processo inflamatório que ocorre na serosa da alça exteriorizada;

infecção - da pele e/ou subcutâneo, causando celulite pericolostômica;
- hérnia paracolostômica - particularmente nas colostomias terminais;

necrose e retração do coto cólico - ocorre por falta de suprimento sanguíneo no coto exteriorizado. As causas podem ser várias:
ligadura inadvertida das artérias que irrigam o segmento;
exteriorização do coto cólico com tensão tal que prejudique sua irrigação;
- abertura muito estreita na parede abdominal, causando constrição do coto cólico;
- fístula - evento raro, ocorre como resultado da fixação da alça à parede abdominal ou a partir de pequenos focos de necrose na parede da alça;
- prolapso ou procidência do coto cólico - é a complicação mais frequente nas colostomias em alça.

### Transversostomia em alça com maturação precoce
Laparotomia transversa no hipocôndrio direito, com 7 a 8 cm de extensão, permitindo a abertura da cavidade peritoneal e a localização do cólon transverso;
O cólon transverso é identificado tendo como ponto de reparo a inserção do grande omento. A porção do transverso a ser exteriorizada é a mais próxima à flexura hepática, naturalmente fixa pelo ligamento frenocólico direito. Apenas os apêndices epiplóicos exuberantes e que dificultem tecnicamente a realização da colostomia devem ser retirados;
Uma área avascular no mesocólon transverso é transfixada no ponto médio do segmento a ser exteriorizado, com auxílio de uma pinça Kelly ou similar, que guiará a passagem de uma sonda retal dura ou de uma sonda de borracha maleável. O conteúdo fecal do cólon é mobilizado distalmente, e a tração da sonda mesocólica exterioriza o segmento desejado. O segmento exteriorizado não deve ficar sob tensão. Se foi utilizada uma sonda dura, ela própria deve ter suas extremidades fixadas uma à outra formando um anel em torno do segmento exteriorizado que o apoia contra a parede abdominal. Quando se emprega uma sonda maleável, suas extremidades devem ser conectadas a um bastão de vidro que dará suporte ao cólon exteriorizado.
Fecham-se os planos parietais do abdome com fio inabsorvível ou lentamente absorvível, em torno do segmento exteriorizado, deixando-se o espaço de uma polpa digital entre o cólon e a parede.
A abertura da colostomia é feita com bisturi elétrico, através de incisão transversal, na borda contramesentérica, estendendo-se por dois terços da parede anterior do segmento. Até aqui, como descrita, temos a técnica para realização de transversotomia em alça sem eversão da parede cólica, ou seja, com maturação tardia.
A eversão da parede cólica e sua fixação às bordas da ferida cutânea, utilizando-se pontos separados de fio absorvível de médio prazo, constitui-se na maturação precoce da colostomia. Estes pontos incluem a borda do cólon incisado e a derme da incisão cutânea. Em quatro pontos cardeais, os pontos também são passados na túnica seromuscular do cólon, a dois centímetros da borda, promovendo, assim, a eversão da parede cólica, quando da tração e amarração dos fios.
As fezes são coletadas em bolsas próprias aderidas à pele em torno da estomia, e a sonda de apoio deve permanecer por 10 dias aproximadamente, tempo geralmente suficiente para que haja fixação do estoma à parede abdominal.

### Colostomia Terminal com maturação precoce
O ponto de exteriorização da colostomia é, geralmente, na fossa ilíaca esquerda, na linha umbílico-espinhal, entre os dois terços externos e o interno. No entanto, tratando-se de estomia permanente, deve ser tomado todo o cuidado em se determinar tal ponto, dando preferência à área mais proeminente da parede e mais uniforme para colamento perfeito da bolsa, libre da compressão por cintas, elásticos, etc., assim como o local que menos perturbe o paciente em suas atividades costumeiras.
Faz-se a incisão circular na pele, com mais ou menos 2 cm de diâmetro. O plano aponeurótico pode ser aberto de modo semelhante ou por incisão em cruz. Divulsiona-se o plano muscular e abre-se o peritônio, o que permite o acesso ao cólon a ser exteriorizado. Os vasos do mesocólon são ligados, são retirados os apêndices epiplóicos exuberantes, e o cólon é seccionado entre duas pinças. Os cotos cólicos são limpos e protegidos.
O coto cólico proximal é, então, exteriorizado através da abertura circular feita previamente, ficando 3 a 5 cm para fora da superfície cutânea. O segmento cólico exteriorizado não deve estar tenso, mantendo-se um espaço de meia a uma polpa digital entre a abertura da parede e a parede da alça.
A borda do mesocólon deve ser fixada com pontos absorvíveis em longo prazo ou inabsorvíveis ao peritônio da goteira parietocólica, para evitar hérnia interna. Opcionalmente, o cólon pode ser exteriorizado de forma subperitoneal, evitando-se assim espaço entre o cólon e a parede abdominal.
Após o fechamento da laparotomia mediana, procede-se à retirada da proteção do coto cólico exteriorizado e executa-se a maturação precoce do coto, através da sutura das bordas do cólon às bordas cutâneas da incisão. A colostomia não deve ficar plana, mas sim protusa uns 2 a 3 cm, o que facilita a adaptação das bolsas e permite que o conteúdo fecal seja despejado diretamente na bolsa, sem escorrer pela pele.
A bolsa de colostomia pode ser colocada imediatamente ou depois de proteger-se a colostomia com o curativo usando rayon vaselinado nas primeiras 24 horas.

### Fechamento da colostomia
Indica-se o fechamento da colostomia temporária quando cessam as condições que determinaram sua abertura. É fundamental comprovar-se esse fato antes que se realize o fechamento, lançando-se mão de exames radiológicos contrastados, proctológicos, endoscópico etc.
O intervalo de tempo que se espera para o fechamento do estoma depende da situação que determinou sua abertura. Por exemplo, se a colostomia foi aberta para desfuncionalizar temporariamente uma anastomose a jusante, ela pode ser fechada tão logo se comprove a integridade definitiva dessa anastomose. Nestas situações tende-se a fechar a colostomia cada vez mais precocemente, havendo autores que preconizam seu fechamento até na mesma internação hospitalar. No entanto, o intervalo mínimo que se deve esperar é de 30 dias. O fechamento da colostomia é, em última análise, uma anastomose colocólica ou colorretal, e, portanto, todos os cuidados dispensados a este procedimento devem ser tomados.
Nas colostomias em alça o preparo mecânico do cólon proximal pode ser anterógrado, retrógrado, ou misto, e o biológico, de acordo com o costume do cirurgião. O cólon distal, no entanto, será limpo através de enteroclismas que deverão conter os antimicrobianos utilizados por via oral coso tenha sido este o preparo biológico escolhido.
Nos fechamentos de colostomias em alça, onde a manipulação é pequena, frequentemente as sondagens vesical e nasogástrica são dispensáveis. Tornam-se importantes, no entanto, quando a manipulação for grande, principalmente através de laparotomia, com dissecção do coto retal ou sigmoideano sepultado ou exteriorização pela incisão.